# Abraham van den Tempel
Abraham van den Tempel (Leeuwarden, 1622 o 1623 – Amsterdam, 1672) è stato un pittore olandese.

## Biografia

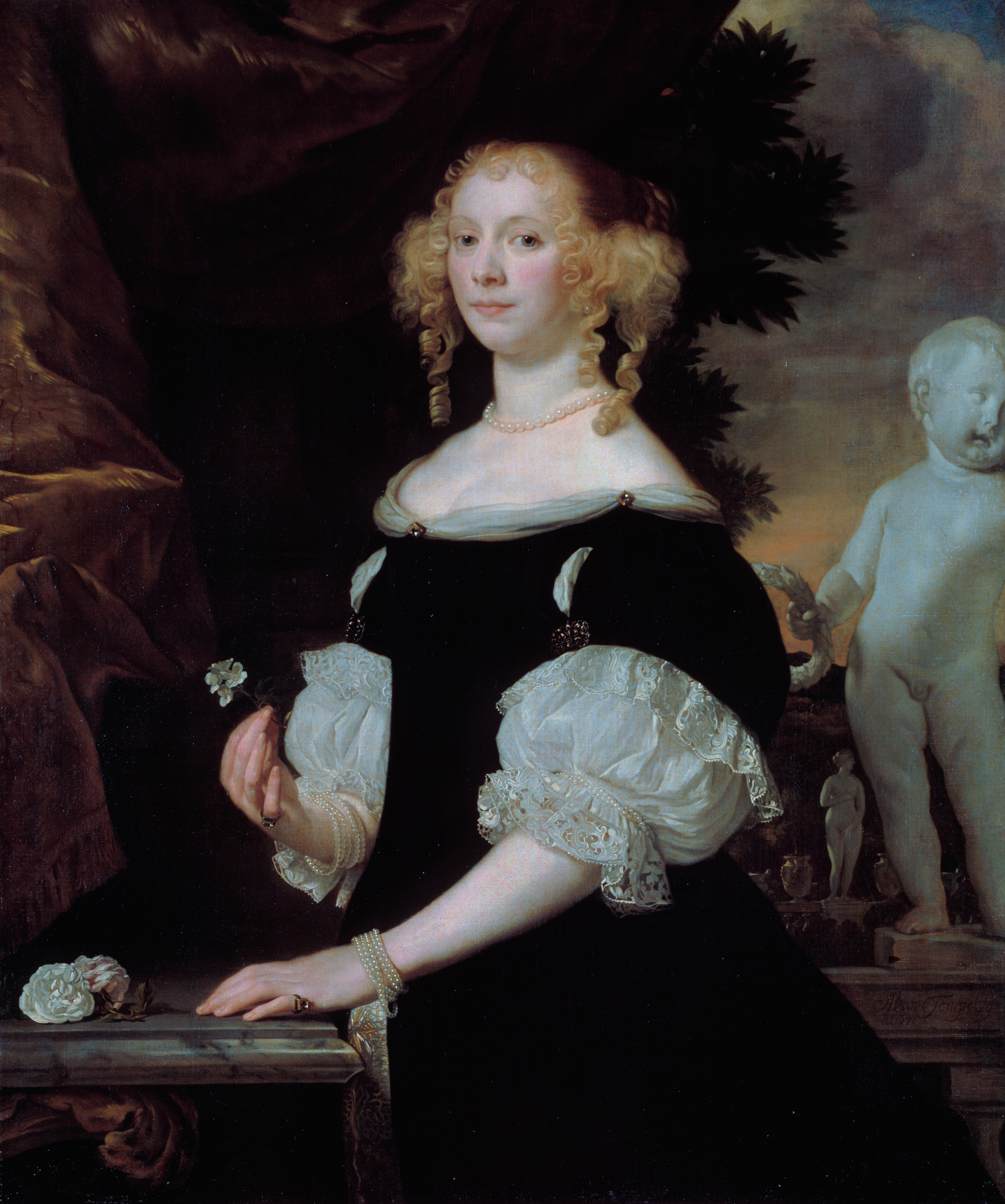
Ritratto di donna, Ermitage

Figlio di pittore Lambert Jacobsz, celebre per i suoi dipinti di soggetto storico, Abraham fu allievo del padre e di Joris van Schooten. Si iscrisse alla gilda dei pittori di Leida nel 1648 e dal 1660 si stabilì a Amsterdam.
Vicino a Nicolas Helt-Stockade, con il quale talvolta viene confuso, nonché a Jan van Noordt, subì profondamente l'influsso di Bartholomeus van der Helst e, come quest'ultimo, lasciò grandi ritratti di impostazione convenzionale ma di fattura raffinata. Riprodusse con grande abilità lo scintillio delle stoffe preziose ed utilizzò una policromia ricca e delicata, mentre gli sfondi, che si affacciano su parchi o architetture, aggiungendo alla composizione una gradevole nota decorativa, come nell'Ammiraglio Jan van Amstel e la sua seconda moglie, 1671, Museo Boijmans Van Beuningen, Rotterdam. I suoi ritratti sono conservati al Rijsmuseum di Amsterdam, al Kunsthalle di Amburgo, alla Gemäldegalerie di Berlino e all'Ermitage di San Pietroburgo.
Come pittore di storie, Tempel si espresse in uno stile enfatico, dalle forme ampie, derivante da quello di Salomon de Bray e di Jacob Adriaensz Backer: tre monumentali tele allegoriche sono conservate allo Stedijk Museum di Leida.
Tra i suoi allievi vi furono Michiel van Musscher e Carel de Moor.